# Le consapevolezze ultime
Le consapevolezze ultime è un pamphlet del 2018 dello scrittore italiano Aldo Busi.

## Contenuti
Sedendo al tavolo di una cena mondana insieme a dei corrotti e impuniti imprenditori della borghesia italiana, lo scrittore si allontana con la mente dall'effimero chiacchiericcio che lo circonda per tornare a un lontano ricordo d'infanzia e alla recente tragedia dei gommoni che approdano dall'Africa sulle coste italiane.
Il racconto si fa saggio e riflessione sulla natura del patto sociale, stabilito (e poi calpestato) da coloro che detengono il potere economico o politico necessari.

## Edizioni
- Aldo Busi, Le consapevolezze ultime, Collana Stile libero, Torino, Einaudi, 2018, ISBN 9788858428566.